# Morlaye Sylla
Morlaye Sylla (Conacri, 23 de julho de 1998) é um futebolista nascido na Guiné que atua como meio-campista. Atualmente, joga no Futebol Clube de Arouca, clube de futebol português que atualmente disputa a Primeira Liga.

## Carreira profissional

### Carreira em clubes
Iniciou sua carreira profissional no Fello Star, de Labé, aonde jogou durante toda a temporada 2017–18, tendo sido contratado na temporada seguinte pelo Académie SOAR. Em 2019, assinou contrato pelo Horoya, principal clube do país, onde ficou por 3 temporadas até ser contratado pelo Arouca após o fim da temporada 2021–22.

### Carreira na Seleção da Guiné
Com os Sub–17, participou na Taça de África Sub-17 de 2015. A Guiné ocupa o terceiro lugar nesta competição organizada no Níger, batendo a Nigéria na "pequena final". Ele então jogou no mesmo ano na Copa do Mundo Sub-17, que aconteceu no Chile . Durante o Mundial Júnior, ele jogou três jogos. Ele se destaca por marcar um gol contra o Brasil . Com um registo de um empate e duas derrotas, a Guiné foi eliminada na primeira jornada.[carece de fontes?]
Com os Sub–20, participou na Taça de África Sub-20 de 2017 . Ele se destacou durante a fase de grupos, marcando dois gols e dando uma assistência contra o Mali . A Guiné ficou em terceiro lugar nesta competição realizada na Zâmbia, batendo a África do Sul na "pequena final". Ele então jogou no mesmo ano na Copa do Mundo Sub-20, que aconteceu no Chile . Durante o Mundial Júnior, ele jogou três jogos. Com um registo de um empate e duas derrotas, a Guiné foi eliminada na primeira jornada.[carece de fontes?]
Estreou-se pela seleção da Guiné numa derrota por 1–0 na qualificação para o Campeonato das Nações Africanas de 2020, frente ao Senegal, a 21 de setembro de 2019. No início de 2021, participou do CHAN 2020 realizado nos Camarões. Ele disputou cinco jogos neste torneio, e se destacou ao marcar três gols: um na fase de grupos contra a Namíbia, outro nas quartas contra o Ruanda, e finalmente um último durante a "pequena final" vencida contra o país anfitrião  . Ele foi o homem do jogo quatro vezes no Campeonato das Nações Africanas em Camarões. Acabou selecionado pelo técnico Kaba Diawara para participar da Copa das Nações Africanas de 2021, também disputada nos Camarões.

## Títulos

### Horoya AC
- Campeonato Guineano (1): 2020–21